# BOP (アイドルグループ)
BOP（ビーオーピー）は日本の4人組男装アイドルグループ。
ケイダッシュステージ所属。レーベルはインペリアルレコード。

## 概要
2021年11月14日に活動終了したdreamBoat所属の男装アイドルグループ「EUPHORIAのラストライブ「EUPHORIA FINAL LIVE～Dia Felice～」にて、dreamBoat所属の新グループとして発表された。
グループ名はBest OverPoweredの略で、その意味の "最高に圧倒的であれ"をテーマに結成された。なお bop の単語自体は スラングで「めっちゃいい曲」「神曲」という意味があり、元々はbe-bopのBop（パップダンスを踊る）が由来である。
初期メンバーは活動を終了したEUPHORIAから翔咲心・海憧乙綺の2人と新メンバー2人(彩浪遥斗・流雅真紗斗)により構成されている
活動終了前については「EUPHORIA」の項を参照のこと。

## メンバー
| 名前       | なまえ         | 愛称                 | 生年月日      | 年齢 | 出身地 | 血液型 | 色 | 趣味                    | 特技           | 備考 |
| ---------- | -------------- | -------------------- | ------------- | ---- | ------ | ------ | -- | ----------------------- | -------------- | --- |
| 翔咲心     | とさきこころ   | こころん、こっこ     | 2000年9月14日 | 24歳 | 東京都 | A      | 黄 | 1人カラオケ             | シャンジュマン | BOPのリーダー メンバーいち、軽やかで品のあるパフォーマンスと伸びのある歌声は圧倒的 甘党でちょっと天然気質 アイマス好き（担当は如月千早・橘ありす） |
| 海憧乙綺   | かいどういつき | いっくん             | 1999年7月13日 | 25歳 | 群馬県 | B      | 緑 | ゲーム                  | 野菜栽培       | 圧倒的な男らしさからなる、力強いパフォーマンス グループのムードメーカー 家族で大の永ちゃんファン スラムダンク好き                                  |
| 彩浪遥斗   | あやなみはると | はーくん             | 2001年2月9日  | 24歳 | 千葉県 | O      | 青 | 服を安く買うこと 靴集め | ハウスダンス   | 圧倒的ダイナミックなダンスで、観る人全てを魅了する。 告知担当                                                                                      |
| 流雅真紗斗 | りゅうがまさと | まーくん、まさちゃん | 1997年8月25日 | 27歳 | 熊本県 | A      | 赤 | 作詞作曲 アニメ鑑賞     | 他撮り         | 魅惑的な歌声でステージでの存在は圧倒的 |

## 来歴
2021年
- 11月14日、EUPHORIAのラストライブ「EUPHORIA FINAL LIVE～Dia Felice～」にて、EUPHORIAの翔咲心・海憧乙綺、新メンバーの彩浪遥斗・流雅真紗斗の4人で活動することが発表された。また、12月4日にdreamBoat主催で開催される「#だんぱら_フェス4」にて活動開始することが発表された。

2022年
- 4月4日、流雅真紗斗と彩浪遥斗が4月2日に発熱症状があったためメンバー全員PCR検査及び抗原検査を実施したところ2人が新型コロナウイルスに感染したことを公式サイトにて報告した。また翔咲心と海憧乙綺は陰性と確認されたが濃厚接触者の疑いがあるため自宅待機をし翔咲心は4月6日、海憧乙綺は4月8日から活動再開することを報告した。尚、流雅真紗斗と彩浪遥斗は4月16日のイベントより復帰した。
- 7月22日、海憧乙綺が新型コロナウイルスに感染したことを報告した。残りのメンバーは濃厚接触者には該当しないものの念のため抗原検査を実施したところ陰性であることを確認したため予定通りレギュラー配信は行うことを報告した。8月1日、海憧乙綺の療養期間を経たため8月2日より活動を再開することを報告した。
- 8月9日、翔咲心が新型コロナウイルスに感染したことを報告した。残りのメンバーは陰性だったため16日までは3人で活動することを報告した。8月17日、翔咲心が療養解除の基準を充たしたため活動を再開することを報告した。
- 11月11日、Pipping Hotとの合同生配信により2023年2月15日に新曲の同日リリース、10番勝負をすることを発表した[注 2]。

2023年
- 5月24日、BOPオフィシャルファンクラブにて同年9月9日に初台DOORSで行われるラストライブをもって活動を終了することを報告した。
- 7月15日、翔咲心と彩浪遥斗が新型コロナウイルスに感染したため活動を休止、療養期間を経て7月21日より活動を再開。
- 8月5日、翔咲心が体調不良によりイベントを欠席、大事をとって療養する事を公式サイトにて発表した。8月19日のイベントより活動を再開。
- 9月9日、「BOP FINAL LIVE 〜Eternal Fiame〜」をもって活動を終了した。

## 作品

### シングル
| # | 発売日        | タイトル         | 楽曲制作                                                    | 順位 |
| - | ------------- | ---------------- | ----------------------------------------------------------- | ---- |
| 1 | 2022年3月16日 | サヴァイバー     | 作詞：阿久津健太郎 作曲：阿久津健太郎 編曲：佐久間誠        | 8位  |
| 2 | 2022年8月17日 | ラヴ・ユアセルフ | 作詞：阿久津健太郎 作曲：阿久津健太郎 編曲：佐久間誠        | 11位 |
| 3 | 2023年2月15日 | Resistance       | 作詞：LIN（MADKID） 作曲：LIN（MADKID） 編曲：LIN（MADKID） | 8位  |

### アルバム
| # | 発売日        | タイトル      | オリコン ウィークリー 最高位 | 備考 |
| - | ------------- | ------------- | ---------------------------- | ---- |
| 1 | 2023年8月30日 | Eternal Flame | 15位                         |      |

### タイアップ
| 楽曲         | タイアップ                                        |
| ------------ | ------------------------------------------------- |
| サヴァイバー | テレビ朝日系「musicる TV」2月度エンディングテーマ |

## ライブ・イベント

### ライブ
| 2021年   | 2021年            | 2021年         | 2021年 | 2021年 |
| 公演日   | 公演名            | 会場           | 公演数 | 備考 |
| -------- | ----------------- | -------------- | ------ | --- |
| 12月04日 | #だんぱら_フェス4 | 神田明神ホール | 2回    | OPactでdreamBoat研究生初登場 BOPになってのお披露目ライブ ニコ生にて配信 翌日、各グループ2名参加によるライブを観ながらの実況配信が行われた レポート |

| 2022年   | 2022年                                                                                    | 2022年                                                    | 2022年 | 2022年 |
| 公演日   | 公演名                                                                                    | 会場                                                      | 公演数 | 備考 |
| -------- | ----------------------------------------------------------------------------------------- | --------------------------------------------------------- | ------ | --- |
| 05月05日 | BOP 1st ONEMAN LIVE 〜We are survivor〜                                                   | 初台DOORS                                                 | 2回    | レポート |
| 05月30日 | 東京力車 presents「18時だよ！全員集合〜梅雨入り直前スペシャル〜」                         | 浅草Gold Sound                                            | 1回    | 東京力車主催による対バン |
| 06月04日 | #だんぱら_フェス5                                                                         | 渋谷ストリームホール                                      | 2回    | OPactでdreamBoat研究生出演 ニコ生にて配信 翌日、各グループ2名参加によるライブを観ながらの実況配信が行われた（残りのメンバーはコメント参加） ※レポート |
| 06月10日 | July and 夏をやり直そうか！ビヨンド〜第二フライデー襲撃事件！向かえ！殿の故郷〜 vol.04    | 新宿MARZ                                                  | 1回    | ジュリアナの祟り主催による対バン |
| 07月27日 | 「ReNY SUPER LIVE 2022」Presented by SHINJUKU 〜 JULY.SUPER PREMIUM公演編                 | 新宿ReNY                                                  | 1回    | メンバーが新型コロナウィルスに感染したため出演を辞退                                                                                                  |
| 08月02日 | HMVアイドル学園 presents 風男塾×BOP×ボイメンエリア研究生『マブダチ100人できるかな』 Vol.1 | GOTANDA G4                                                | 1回    | |
| 08月07日 | GIRLS ZONE                                                                                | 福岡ポケット                                              | 2回    | 翔咲心は体調不良のため欠席 |
| 08月11日 | 真夏の横浜アイドルSPLASH祭り Presented byダイキサウンド                                   | 日本丸メモリアルパーク 屋外メインアリーナ                 | 1回    | 翔咲心は新型コロナウイルスに感染したため欠席 |
| 08月24日 | MUROTA MIZUKI MUSIC FESTIVAL #01                                                          | 新宿 ReNY                                                 | 1回    | |
| 08月27日 | アイドルキュレーションVol.2                                                               | AKIBAカルチャーズ劇場                                     | 1回    | |
| 09月23日 | BOP 2nd ONEMAN LIVE 〜Over the TOP〜                                                      | 初台DOORS                                                 | 2回    | |
| 09月29日 | TOKYO GIRLS MUSIC FESTIVAL                                                                | 渋谷区文化総合センター大和田 4階さくらホール              | 1回    | |
| 10月29日 | アルティメットハロウィン2022 in SHINJUKU                                                  | バトゥール東京、shinjukuscience、FATE、DREMSTORE、HEIST他 | 1回    | |
| 11月08日 | MUROTA MIZUKI MUSIC FESTIVAL #04                                                          | 新宿 ReNY                                                 | 1回    | |
| 11月14日 | 2ヶ月連続!家族ぐるみ4マンライブ「ファミリー革命」                                         | 新宿MARZ                                                  | 1回    | ジュリアナの祟り主催による対バン |
| 11月19日 | #だんぱら_フェス6                                                                         | 神田明神ホール                                            | 2回    | OPactでdreamBoat研究生出演 ニコ生にて配信 翌日、各グループ2名参加によるライブを観ながらの実況配信が行われた（残りのメンバーはコメント参加） ※レポート |

| 2023年   | 2023年                                                                | 2023年             | 2023年 | 2023年 |
| 公演日   | 公演名                                                                | 会場               | 公演数 | 備考 |
| -------- | --------------------------------------------------------------------- | ------------------ | ------ | --- |
| 01月29日 | Pipping Hot×BOP 2MAN LIVE 〜圧倒的に熱くなれ!!!!!!!!!!〜              | 初台DOORS          | 2回    | |
| 02月18日 | Future Notes Fes                                                      | unravel TOKYO      | 1回    | MADKID主催ライブ |
| 03月02日 | ミンナアリガトウ vol.20 -約1年ぶりの復活SP-                           | Veats Shibuya      | 1回    | dreamBoat（Bチーム（翔咲心、彩浪遥斗））のみ参加 |
| 03月08日 | 「SELENEPRINCESS」#13                                                 | 白金高輪 SELENE b2 | 1回    | dreamBoat（Aチーム）、dreamBoat（Bチーム）共に参加 |
| 03月12日 | 奇跡体験!バブルビンボー!!ジュリアナの祟り8周年記念〜野音で8音感謝祭〜 | 日比谷野外音楽堂   | 1回    | ジュリアナの祟り主催フェス |
| 03月22日 | 「SELENEPRINCESS」#15                                                 | 白金高輪 SELENE b2 | 1回    | |
| 03月26日 | #だんぱら_フェス7                                                     | 神田明神ホール     | 2回    | OPactでdreamBoat研究生出演 ニコ生にて配信 翌日、各グループ2名参加によるライブを観ながらの実況配信が行われた（残りのメンバーはコメント参加） ※レポート 英城凛空は足負傷により椅子に座ってのパフォーマンス |
| 05月13日 | make an Era                                                           | 初台DOORS          | 2回    | ※レポート |
| 05月22日 | 家族ぐるみ4マン「ファミリー革命3」                                    | 新宿MARZ           | 1回    | |
| 09月09日 | BOP 4th ONEMAN LIVE 〜To be...〜                                      | 初台DOORS          | 1回    | |
| 09月09日 | BOP FINAL LIVE 〜Eternal Fiame〜                                      | 初台DOORS          | 1回    | BOPとしてのラストライブ レポート |

### イベント
2021年
- 12月19日・25日・26日「BOP First Single「サヴァイバー」リリースイベント＋特典会」場所：Space emo(YouTube)
25日、26日は翔咲心が体調不良でお休みのため、トークイベントに変更

2022年
- 1月9日・15日・22日・30日・2月6日・13日・20日・27日・3月6日・13日・20日・21日・4月16日「BOP First Single「サヴァイバー」リリースイベント＋特典会」場所：Space emo(YouTube)
2月6日は彩浪遥斗生誕祭
- 3月15日・4月17日「BOP First Single「サヴァイバー」リリースイベント＋特典会」場所：エンタバアキバ by SHINSEIDO(YouTube)
- 5月17日・22日・29日・6月12日・19日・25日・7月10日・13日・31日・8月14日・17日・21日・27日「BOP 2nd Single「ラヴ・ユアセルフ」リリースイベント＋特典会」場所：Space emo(YouTube)
7月13日は海憧乙綺麗生誕祭、7月31日は海憧乙黄が新型コロナウィルス感染により欠席
8月14日は翔咲心が新型コロナウィルスに感染したため欠席
8月21日は流雅真紗斗生誕祭
- 7月3日「Pipping Hot & BOP リリースイベント」場所：Spaceemo(YouTube)
- 8月16日「BOP 2nd Single「ラヴ・ユアセルフ」リリースイベント＋特典会」場所：エンタバアキバ by SHINSEIDO(YouTube)
翔咲心は新型コロナウィルスに感染したため欠席
- 9月14日「翔咲心 from BOP Special Birthday festival」場所：Spaceemo(YouTube)
翔咲心の生誕祭
- 10月2日・9日「BOP presents October Special Event」場所：Spaceemo(YouTube)
- 10月16日「〜BOPより愛をこめて〜 2ndシングル 「ラブ・ユアセルフ」BIG THANKS SPECIAL EVENT」場所：Spaceemo(YouTube)
- 11月20日・27日・12月11日「Pipping Hot & BOP 2MANリリースイベント「九人十脚 2022-2023」」場所：Spaceemo(YouTube)
- 12月29日「2022年最後のライブだよ!全員集合!」場所：Spaceemo(YouTube)

2023年
- 1月8日、2月5日、9日「BOP 3rd Singie「Resistance」リリースイベント」場所：Spaceemo(YouTube)
2月9日は彩浪遥斗生誕祭
- 1月15日、22日、2月15日、2月19日「Pipping Hot & BOP 2MANリリースイベント「九人十脚 2022-2023」」場所：Spaceemo(YouTube)
- 2月14日「Pipping Hot & BOP 2MANリリースイベント「九人十脚 2022-2023」」場所：エンタバアキバ by SHINSEIDO(YouTube)
- 4月7日「 Pipping Hot / BOP 3ヶ月間ありがとう! ファン感謝祭!」場所：J-SQUARE SHINAGAWA(YouTube)
抽選で40名招待による無料イベント
- 4月14日「 Pipping Hot & BOP Special Event Still keep running」場所：Spaceemo(YouTube)
- 5月30日「BOP「Eternal Flame」リリースイベント」場所：Spaceemo(YouTube)
- 6月17日、7月9日、15日、30日、8月5日、13日、20日「Pipping Hot & BOP 2MANリリースイベント 第二部」場所：Spaceemo(YouTube)
7月9日・30日、八雲杏は体調不良のため欠席
7月15日、BOPはメンバー数人に体調不良者が出たため大事をとって辞退
8月5日・13日、翔咲心は体調不良のため欠席
8月20日、逢坂朔玖は体調不良のため欠席
- 7月13日「海憧乙綺 from BOP Special Birthday Live」場所：Spaceemo(YouTube)
- 8月25日「流雅真紗斗 from BOP Special Birthday Live」場所：Spaceemo(YouTube)
- 8月29日「BOP「Eternal Flame」発売記念 Special Event!」場所：エンタバアキバ by SHINSEIDO(YouTube)
- 8月30日「BOP「Eternal Flame」発売記念 Special Event!」場所：Spaceemo(YouTube)
- 9月2日「翔咲心 from BOP Special Birthday Live」場所：Spaceemo(YouTube)

## 出演

### テレビ
- 2022年3月3日 「mm6」  MROテレビ
- 2022年3月13日 「Love music」  フジテレビ
- 2022年3月14日 「#musicるTV」  テレビ朝日
- 2022年3月20日 「MUSIC WOLF TV」  長崎放送
- 2022年4月8日 「キンスペ」  鹿児島放送
- 2022年6月3日・10日「ジュリアナの祟りのバブリー革命TV」  テレビ神奈川
- 2022年8月17日「バリはやッ!ZIP!」  福岡放送

### ネット配信
- 2023年2月21日「アイチャレ!!」  YouTube
- 2023年7月8日「TALKIN`NEO×七夕ゆかた祭り」  YouTube(COREDO室町テラス大屋根広場)
  - 公開収録（MCクマムシ）
- BOPの神回確定!?（SHOWROOM、2021年11月18日 - 2023年9月7日） ※隔週木曜の20:00から配信。